# Perissocerus rungsi
Perissocerus rungsi är en tvåvingeart som beskrevs av Seguy 1953. Perissocerus rungsi ingår i släktet Perissocerus och familjen Mydidae.
Artens utbredningsområde är Marocko. Inga underarter finns listade i Catalogue of Life.